# VfB Breslau
VfB Breslau was een Duitse voetbalclub uit Breslau, dat tegenwoordig het Poolse Wrocław is.

## Geschiedenis
De club werd opgericht in 1898 als FC Breslau 98. In 1910 de club de naam VfB Breslau aan. In 1903 was de club medeoprichter van de Breslause voetbalbond. In het eerste kampioenschap dat georganiseerd werd nam de club deel samen met SV Blitz Breslau en SC Schlesien Breslau. VfB won alle vier de wedstrijden en werd kampioen. Het volgende seizoen won de club beide wedstrijden tegen Blitz en verloor op het veld van Schlesien en won thuis, waardoor ze evenveel punten telden als Schlesien. In de finale om de titel stond het 2-1 in de tweede helft toen de wedstrijd gestaakt werd nadat de kapitein van Schlesien niet meer kon spelen na een aanval van FC 1898. Schlesien werd tot kampioen uitgeroepen, maar hier verzette FC 1898 zich tegen. De wedstrijd moest herspeeld worden, maar FC 1898 daagde niet op en verliet op 7 juni 1904 de voetbalbond. Na één jaar afwezigheid sloot de club zich weer bij de bond aan en werd in 1906 vicekampioen. De Breslause bond ging intussen op in de Zuidoost-Duitse voetbalbond, maar de competitie wijzigde verder niet voor de clubs. De volgende jaren eindigde de club in de subtop tot de club in 1911 vicekampioen werd.
Na de Eerste Wereldoorlog was de club meer een middenmoter en flirtte meermaals met de degradatie. In 1927 werd de club zelfs laatste, maar profiteerde ervan dat de competitie met vier clubs werd uitgebreid. Het volgende seizoen eindigde de club op een gedeelde tweede plaats met de Vereinigte Breslauer Sportfreunde. Ook in 1929 werd de club tweede en speelde nog een play-off voor de Midden-Silezische eindronde, die ze verloren van SC Vorwärts Breslau. Een jaar later plaatste de club zich hier wel voor en verloor in die eindronde van de Breslauer Sportfreunde. In 1933 werd de club zesde wat niet volstond om zich te plaatsen voor de Gauliga Schlesien, die na dit seizoen werd ingevoerd als nieuwe hoogste klasse.
De club ging in de Bezirksliga Mittelschlesien spelen en werd in het eerste seizoen vicekampioen. In 1935 werd de club vicekampioen en kon via de eindronde promoveren naar de Gauliga. De club werd daar laatste en degradeerde meteen weer. In 1939 werd de club weer kampioen. In de eindronde werden ze derde, waardoor ze normaal niet zouden promoveren, maar doordat de Gauliga door het uitbreken van de Tweede Wereldoorlog werd opgesplitst promoveerde de club alsnog, maar werd ook deze keer laatste in de stand.
De volgende jaren speelde de club geen rol van betekenis. In 1943 werd de tweede divisie opgeheven en alle teams die nog speelden promoveerden naar de Gauliga Niederschlesien. De club werd vijfde op zes clubs in groep 2. Het volgende seizoen werd niet meer gespeeld.
Na het einde van de oorlog moest Duitsland Silezië afstaan aan Polen. De Duitsers werden uit dit gebied verdreven en de naam van de stad Breslau werd veranderd in Wrocław. Alle Duitse voetbalclubs in de streek werden ontbonden.

## Erelijst
Kampioen Breslau
1903